# Martin Steinegger
Martin Steinegger (* 15. února 1972 v Bielu) je bývalý švýcarský hokejový obránce. Celou svou kariéru odehrál ve švýcarské lize a je mnohonásobným reprezentantem své země.

## Hráčská kariéra

### Klubová kariéra
S profesionálním hokejem začínal v týmu EHC Biel, ve kterém v sezóně 1990/1991 debutoval ve švýcarské nejvyšší lize. V Bielu hrál až do roku 1995, kdy klub sestoupil do druhé ligy a sám přestoupil do týmu SC Bern. Tam odehrál třináct sezón a slavil dvakrát švýcarský mistrovský titul. Na konci sezóny 2007/2008, poté co jeho tým překvapivě vypadl v prvním kole play-off, na vlastní žádost ukončil smlouvu v Bernu a vrátil se do Bielu, který ve stejné sezóně postoupil do nejvyšší soutěže. V Bielu ukončil po sezóně 2011/2012 profesionální kariéru.

### Reprezentace
Švýcarsko reprezentoval poprvé na vrcholné akci jako junior na mistrovství Evropy do 18 let 1990 a poté na mistrovství světa do 20 let 1992, mezi seniory na mistrovství světa o rok později. Mistrovství světa se účastnil celkem třináctkrát, hrál také na Zimních olympijských hrách 2002. S 219 starty v mezinárodních utkáních patří mezi rekordmany švýcarského národního týmu.

## Klubové statistiky
| Sezona  | Klub     | Soutěž | Základní část | Základní část | Základní část | Základní část | Základní část | Play off | Play off | Play off | Play off | Play off |
| Sezona  | Klub     | Soutěž | Z             | G             | A             | B             | TM            | Z        | G        | A        | B        | TM       |
| ------- | -------- | ------ | ------------- | ------------- | ------------- | ------------- | ------------- | -------- | -------- | -------- | -------- | -------- |
| 1990/91 | EHC Biel | NLA    | 15            | 0             | 0             | 0             | 0             | –        | –        | –        | –        | –        |
| 1991/92 | EHC Biel | NLA    | 35            | 4             | 2             | 6             | 42            | 4        | 0        | 1        | 1        | 4        |
| 1992/93 | EHC Biel | NLA    | 33            | 2             | 9             | 11            | 53            | 4        | 0        | 2        | 2        | 6        |
| 1993/94 | EHC Biel | NLA    | 36            | 5             | 5             | 10            | 80            | –        | –        | –        | –        | –        |
| 1994/95 | EHC Biel | NLA    | 36            | 5             | 7             | 12            | 44            | –        | –        | –        | –        | –        |
| 1995/96 | SC Bern  | NLA    | 36            | 6             | 13            | 19            | 58            | –        | –        | –        | –        | –        |
| 1996/97 | SC Bern  | NLA    | 43            | 2             | 1             | 13            | 64            | –        | –        | –        | –        | –        |
| 1997/98 | SC Bern  | NLA    | 37            | 5             | 12            | 17            | 62            | –        | –        | –        | –        | –        |
| 1998/99 | SC Bern  | NLA    | 42            | 10            | 13            | 23            | 80            | –        | –        | –        | –        | –        |
| 1999/00 | SC Bern  | NLA    | 44            | 8             | 10            | 18            | 70            | 5        | 1        | 1        | 2        | 16       |
| 2000/01 | SC Bern  | NLA    | 41            | 4             | 14            | 18            | 89            | 10       | 4        | 4        | 8        | 18       |
| 2001/02 | SC Bern  | NLA    | 43            | 8             | 16            | 24            | 118           | 6        | 1        | 2        | 3        | 4        |
| 2002/03 | SC Bern  | NLA    | 44            | 6             | 7             | 13            | 99            | 13       | 2        | 3        | 5        | 26       |
| 2003/04 | SC Bern  | NLA    | 36            | 4             | 15            | 19            | 80            | 15       | 0        | 5        | 5        | 56       |
| 2004/05 | SC Bern  | NLA    | 44            | 8             | 16            | 24            | 72            | 11       | 1        | 4        | 5        | 31       |
| 2005/06 | SC Bern  | NLA    | 39            | 0             | 6             | 6             | 56            | 6        | 1        | 0        | 1        | 33       |
| 2006/07 | SC Bern  | NLA    | 35            | 1             | 6             | 7             | 58            | 6        | 1        | 0        | 1        | 30       |
| 2007/08 | SC Bern  | NLA    | 39            | 1             | 5             | 6             | 95            | 6        | 1        | 0        | 1        | 12       |
| 2008/09 | EHC Biel | NLA    | 26            | 1             | 7             | 8             | 42            | –        | –        | –        | –        | –        |
| 2009/10 | EHC Biel | NLA    | 48            | 4             | 10            | 14            | 112           | –        | –        | –        | –        | –        |
| 2010/11 | EHC Biel | NLA    | 46            | 1             | 14            | 15            | 54            | –        | –        | –        | –        | –        |